# Вайденбаумталер
Вайденбаумталер (нем. Weidenbaumtaler — «Ивовый талер») — название монет талерового типа ландграфов Гессен-Кассельского Вильгельма V (1627—1637) и Вильгельма VI (1637—1663). Их отличительной чертой являлось изображение гнущегося под порывом штормового ветра дерева на реверсе. Круговая легенда с латинской надписью «DEO (или IEHOVA) VOLENTE HUMILIS LEVABOR» обозначает «Божьей волей буду возвышен». Рисунок имел символическое значение, обозначая разрушения Тридцатилетней войны, которая в Гессене носила братоубийственный характер, так как между собой сражались войска двух родственных государств: Гессен-Дармштадта и Гессен-Касселя. Солнце с надписью «Иегова» на иврите, а также круговая надпись носили жизнеутверждающий характер.
В нумизматической литературе существует несколько предположений относительно изображённого дерева. Большинство нумизматов пишут, что это пальма, символизирующая силу и мощь государства, истолкованная в народе как ива. Также существует мнение, что медальер, никогда не видевший пальмы, изначально изобразил ивовое дерево.
Существует множество разновидностей вайденбаумталера. На первых (1627—1634) аверс содержит гербовый щит, на последующих — гессенского льва. Надпись реверса варьирует: или «DEO», или «IEHOVA». Также на монетах имеются и более мелкие различия (количество домиков на заднем плане относительно дерева, расположение цифр года и т. п.). Также существуют двойные вайденбаумталеры.
По своей сути они являлись рейхсталерами, которые согласно аугсбургскому монетному уставу должны были содержать 1⁄9 кёльнской марки чистого серебра. Это соответствовало 29,23 г серебра 889-й пробы, или 25,98 г чистого серебра.